# Bernard Frénicle de Bessy
Bernard Frénicle de Bessy (* ca. 1605; † 17. Januar 1675 in Paris) war ein französischer Mathematiker.

## Leben
Als Mathematiker war er ein Amateur, korrespondierte aber mit berühmten Zeitgenossen wie Pierre de Fermat, René Descartes, Christiaan Huygens und Marin Mersenne. Im Gründungsjahr 1666 wurde er in die Académie Royale des Sciences aufgenommen.
Er beschäftigte sich mit vielen Teilgebieten der Mathematik, vor allem mit Zahlentheorie und Kombinatorik. Am bekanntesten sind seine Untersuchungen zu magischen Quadraten. Er fand alle 880 magischen Quadrate mit Kantenlänge 4. Die Frénicle-Standardform eines magischen Quadrats ist nach ihm benannt.
Er war ein Vertreter der „experimentellen Mathematik“, wie er in seiner Abhandlung über die Problemlösungsmethode durch Exklusion darlegt. Seine 1676 veröffentlichte Lösung des Beweises der Unlösbarkeit von {\displaystyle x^{4}\pm y^{4}=z^{4}} in ganzen Zahlen (und damit der Fall {\displaystyle n=4} der Großen Fermatvermutung) stammte mit hoher Wahrscheinlichkeit von Fermat, mit dem er korrespondierte.
Frénicle wurde 1666 zum Gründungsmitglied der Académie royale des sciences gewählt.

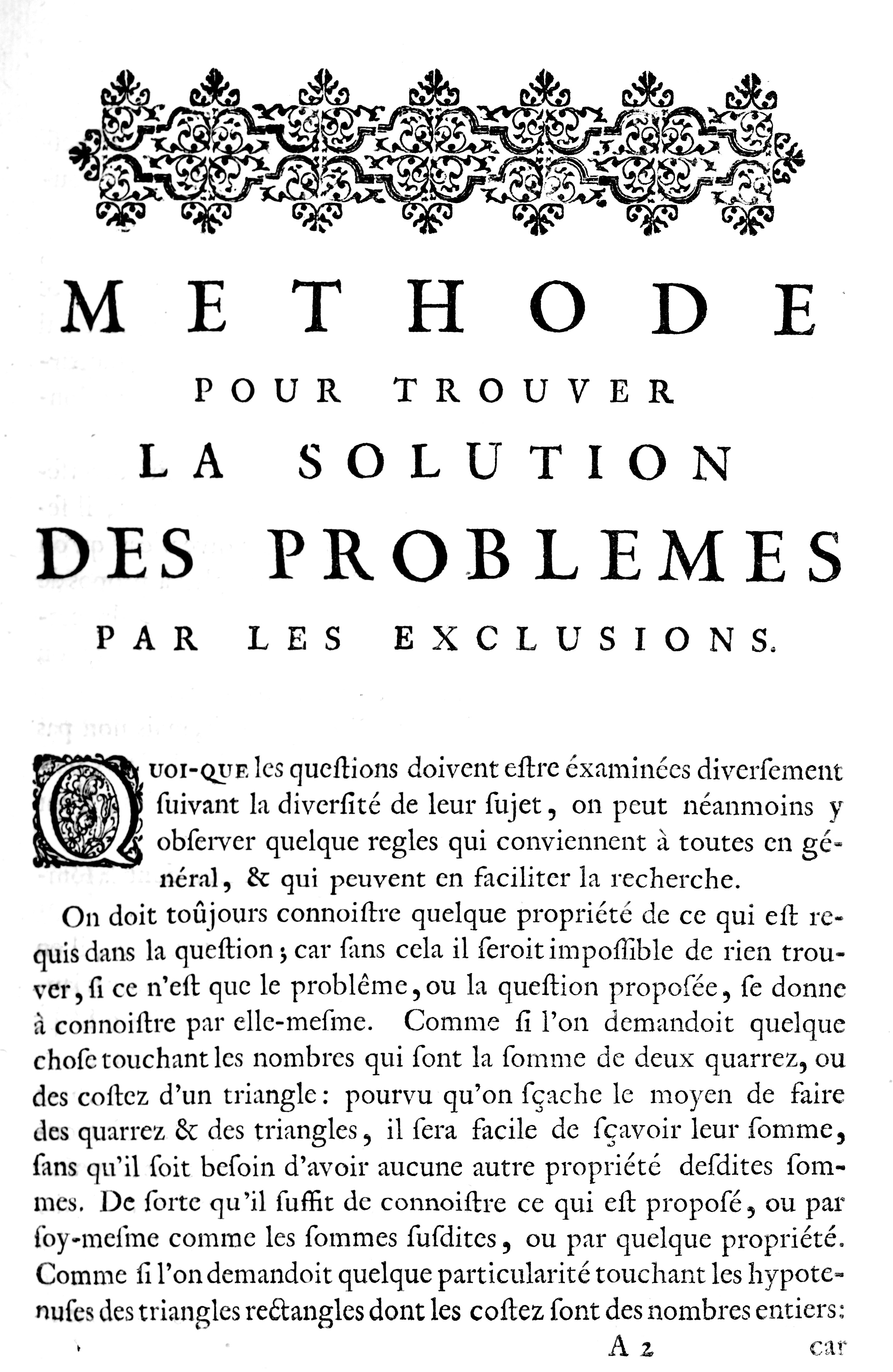
Titelbild von Méthode pour trouver la solution des problèmes par les exclusions.

## Werke (Auswahl)
- Traité des triangles rectangles en nombres, Paris: E. Michallet, 1676 Digitalisat auf Gallica.
- Méthode pour trouver la solution des problèmes par les Exclusions. In: P. La Hire (Hrsg.): Divers ouvrages de mathématiques et de physique, par Messieurs de l'Académie royale des sciences, Paris: Imprimerie Royale 1693, S. 3–44 Digitalisat auf Gallica.
- Abrégé des combinaisons. In: P. La Hire (Hrsg.): Divers ouvrages de mathématiques et de physique, par Messieurs de l'Académie royale des sciences, Paris: Imprimerie Royale 1693, S. 45–64 Digitalisat auf Gallica.
- Des quarrez ou tables magiques [Avec Table génerale des quarrez magiques de quatre. S. 484 ff.] In: P. La Hire (Hrsg.): Divers ouvrages de mathématiques et de physique, par Messieurs de l'Académie royale des sciences, Paris: Imprimerie Royale, 1693, S. 423–507 Digitalisat auf Gallica.

## Nachdrucke
- Recueil de plusieurs traitez de mathématique de l’Academie Royale des Sciences, Paris: Imprimerie Royale 1676 Online-Ausgabe der Linda Hall Library
Darin: Traité …
- Recueil de plusieurs traitez de mathématique de l’Academie Royale des Sciences, Paris: Imprimerie Royale 1677
darin: Méthode … S. 1–86; Des quarrez …, 209–354.
- Résolutions des quatre principaux problèmes d’architecture par M. Blondel et Ouvrages de Mathématique de M. Frénicle. Mortier, Amsterdam 1736 Online-Ausgabe der TUB Berlin.
Darin: Méthode … S. 1 ff.; Traité … S. 83 ff.; Abregé … S. 207 ff.; Table genérale des Quarrez Magiques de quatre côtez. S. 303 ff.